# كويتشيرو هيراياما
كويتشيرو هيراياما (باليابانية: 平山紘一郎؛ بالكانا: ひらやま こういちろう) هو مصارع رياضي ياباني، ولد في 9 سبتمبر 1946 في كاغوشيما في اليابان.

## وصلات خارجية
- كويتشيرو هيراياما على موقع قاعدة بيانات المصارعة الدولية (الإنجليزية)
- كويتشيرو هيراياما على موقع أوليمبيديا (الإنجليزية)